# Hans Hansson (militär född 1953)
Hans Hansson, född 1 mars 1953 i Göteborg, är en svensk pensionerad officer i Flygvapnet.

## Biografi
Grundläggande regementsofficerskurs 1972-75 vid F2 och F20. Tjänstgjorde på Stril M/50 W2 F71975-1980. Genomförde Militärhögskolan, Allmänna kurs MHS 1980-81. Avdelningschef/Kurschef Flygvapnets Officershögskola FVOHS 1981-87. Genomförde Militärhögskolan, Högre kurs MHS 1987-89. Tjänstgjorde på Flygstaben/Utbildningssektionen 1989-90.  Tjänstgjorde som Utbildningschef och Stf Chef FV Officershögskolan FVOHS 1990-92. Skolchef FMTS F14 1992-94 (Flygvapnets Mark Teletekniska Skola). Strilchef F21 1994-95. Stabschef F21 1995-97. Chef Luftop. Milostab Norrland MBN 1997-98. Operationsledare 2, Internationella frågor MBN 1998-99. Stabschef F10 1999-2001.Flottiljchef samt Avvecklingschef F10 2001-10-01--2002-12-31. Chef Krigsförbandsledningens Ledningssystemavdelning,KRI LED SYST HKV, 2003-01-01--2004-10-01. Garnisionschef och Chef F4 samt Avvecklingschef F4 2004-10-01--2006-06-30. Efter sin tid vid Jämtlands flygflottilj var han ställföreträdande chef på Försvarsmaktens Tekniska Skola, FMTS från den 1 juli 2006- 2009. 2010–2014 var han chef för Militärhögskolan Halmstad (MHS H). Hansson avgick som överste 2014. Pensionerad från Försvarsmakten 2014-04-01. Kvarstod som reservofficer 2014-04-01—2020-06-01. Riksförbundsordförande i Flygvapenfrivilligas Riksförbund 2014-10-01—2020-10-01.Ordförande i Flottiljområdets Kamrat- och veteranförening Halmstad 20-17-03-04-- 
Befordran
Överste 2001 Överstelöjtnant 1990 Major 1981 Kapten 1975 Löjtnant 1972 

### Webbkällor
- ”Kårchefer och flottiljchefer vid F4 genom åren”. f4kamratforening.se. http://www.f4kamratforening.se/F%204%20Chefer.pdf. Läst 20 juni 2015.
- ”Flottiljchefer vid F 10 genom åren”. f10kamratforening.se. Arkiverad från originalet den 24 september 2015. https://web.archive.org/web/20150924005241/http://www.f10kamratforening.se/PDF/f10wikipedia.pdf. Läst 20 juni 2015.
- ”TIFF 2006 nr 1-2”. fht.nu. http://fht.nu/bilder/Flygvapnet/tiff_artiklar/tiff_2006-1-2_fm_tekn_skola_fmts.pdf. Läst 20 juni 2015.